# Ablabesmyia moniliformis
Ablabesmyia moniliformis es una especie de insecto díptero del género Ablabesmyia, familia Chironomidae.

Fue descrito por primera vez en 1962 por Fittkau. 

## Distribución
Se distribuye por Europa y Asia.